# 멕시코 축구 국가대표팀 유니폼 역사
멕시코 축구 국가대표팀은 전통적으로 녹색 셔츠, 흰색 반바지, 붉은색 양말로 구성된 총 3가지 색을 사용하였다. 이 셔츠는 삼색기로 알려진 멕시코 국기에서 유래되었다. 1950년대 중반까지 멕시코는 검은색 또는 짙은 청색 반바지와 적갈색의 셔츠로 유니폼을 착용하였다.
2015년, 아디다스는 멕시코의 새로운 홈 유니폼을 셔츠와 반바지 모두 검은색으로 맞췄다고 발표하였다. 약간의 녹색, 흰색, 빨간색 부분은 그대로 남아있다.

## 킷 스폰서십

### 킷 스폰서
| 킷 스폰서  | 기간      | 비고 |
| ---------- | --------- | ---- |
| 리바이스   | 1978-1979 |      |
| 포니       | 1980-1983 |      |
| 아디다스   | 1984-1990 |      |
| 엄브로     | 1991-1994 |      |
| ABA 스포츠 | 1995-1998 |      |
| 가르시스   | 1999-2000 |      |
| 아틀레티카 | 2000-2002 |      |
| 나이키     | 2003-2006 |      |
| 아디다스   | 2007–현재 |      |

출처:
1. ClassicFootballShirts.co.uk
2. OldFootballShirts.com

### 킷 스폰서 계약
| 킷 스폰서 | 전체 기간 | 계약 발표일 | 계약 기간 | 금액 | 비고 |
| --------- | --------- | ----------- | --------- | ---- | ---- |
| 아디다스  | 2007–현재 |             |           |      |      |
| 아디다스  | 2007–현재 |             |           |      |      |
| 아디다스  | 2007–현재 |             |           |      |      |
| 아디다스  | 2007–현재 |             |           |      |      |
| 아디다스  | 2007–현재 |             |           |      |      |

## 유니폼 변천사

### 홈 유니폼
| 1950 | 1954 | 1958 | 1962 | 1966 | 1970 | · 1978 | · 1983-1985 | · 1986 | · 1988-1990 |

| · 1990-1991 | · 1991 | · 1991-1994 | · 1994 | · 1995 |  | · 1996-1998 | · 1997-1998 | · 1998 | · 1999-2000 | · 2000-2001 |

| · 2001–2002 | · 2002 | · 2003 | · 2003-2004 |  | · 2004-2005 | · 2006 | · 2007 | · 2008-2009 | · 2010 | · 2011-2013 |

| · 2013-2014 | · 2015-2016 | · 2016-2017 | · 2017-2018 | · 2019-2020 |  | · 2021–2022 |  | · 2022–현재 |

### 원정 유니폼
| 1950 | 1962 | 1966 | 1970 | · 1978 | · 1983-1985 | · 1986 | · 1990 | · 1992-1993 | · 1994 |

| · 1995 | · 1996-1998 | · 1996-1998 | · 1999 | · 2000 | · 2002 | · 2003 | · 2004-2005 | · 2006 | · 2007 |

| · 2008-2009 |  | · 2010 | · 2011-2013 | · 2014 | · 2015-2017 | · 2018-2019 | · 2020-2022 | · 2022-현재 |

### 써드 유니폼
| · 2001 | · 2002 | · 비센떼나리오 2010 | · 2013 |

### 올림피아 경기
| · 1992 (집) | · 1992 (떨어져) | · 1996 (집) | · 1996 (떨어져) | · 2004 (집) | · 2004 (떨어져) | · 2004 (제삼) | · 2012 (집) | · 2012 (떨어져) | · 2012 (제삼) |  |

| · 2016 (집) | · 2016 (떨어져) | · 2020 (집) | · 2020 (떨어져) |